# Glaucidium costaricanum
El mochuelo costarricense, mochuelo costaricense o mochuelo montañero (Glaucidium costaricanum) es una especie de ave estrigiforme de la familia Strigidae endémica de Costa Rica y Panamá donde habita los bosques tropicales. No tiene subespecies reconocidas.